# Primno johnsoni
Primno johnsoni is een vlokreeftensoort uit de familie van de Phrosinidae. De wetenschappelijke naam van de soort is voor het eerst geldig gepubliceerd in 1978 door Bowman.